# ملكة جمال العالم 1957
ملكة جمال العالم 1957 هي نسخة مسابقة ملكة جمال العالم السابعة في تاريخ مسابقة ملكة جمال العالم منذ انطلاقتها عام 1951، عقدت المسابقة في 14 أكتوبر 1957 في مسرح لايسيوم في لندن ، المملكة المتحدة. تنافست 23 متسابقة على لقب ملكة جمال العالم. وكانت الفائزة ماريتا ليندال ، ممثلة فنلندا. كانت تتوج ملكة جمال العالم 1956 ، بترا شورمان من ألمانيا.

## النتائج

### المراكز النهائية

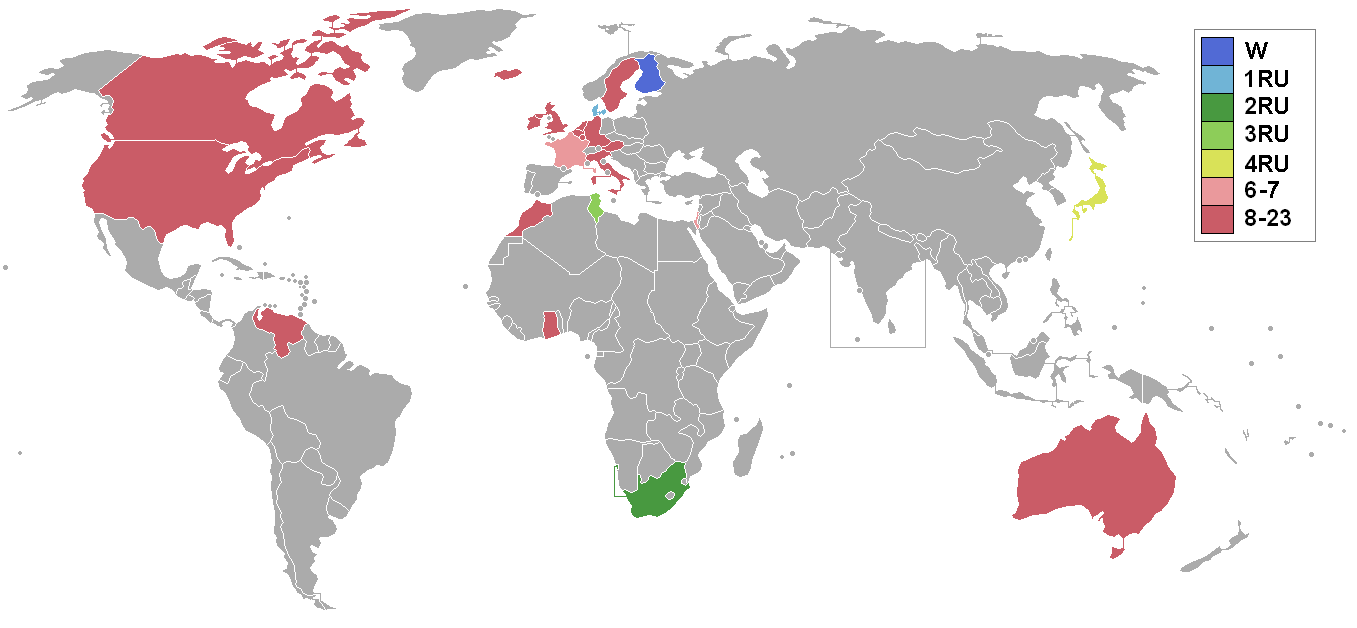
البلدان والأقاليم التي أرسلت المندوبين والنتائج لملكة جمال العالم 1957

| النتائج النهائية      | المتنافسة                                           |
| --------------------- | --------------------------------------------------- |
| ملكة جمال العالم 1957 | - فنلندا - ماريتا ليندال †                          |
| الوصيفة الأولى        | - الدنمارك - ليليان جول مادسن                       |
| الوصيفة الثانية       | - جنوب أفريقيا - أديل يونيو كروغر                   |
| الوصيفة الثالثة       | - تونس - جاكلين تابيا                               |
| الوصيفة الرابعة       | - اليابان - مانيكو يوريفوجي                         |
| أفضل 7                | - فرنسا - كلود إيناس نافارو - إسرائيل - سارة أليمور |

## المتسابقات
- أستراليا - جون فينليسون
- النمسا - ليلي فيشر
- بلجيكا - جانين تشاندل
- كندا - جوديث اليانور ولش
- الدنمارك - ليليان جول مادسن
- فنلندا - ماريتا ليندال
- فرنسا - كلود إيناس نافارو
- ألمانيا - أنيماري كارستن
- بريطانيا العظمى - ليلى وليامز
- اليونان - نانا جاسباراتو
- هولندا - كريستينا فان زيج
- آيسلندا - رونا برينجولدفير
- جمهورية أيرلندا - نيسا ويلزي
- إسرائيل - سارة أليمور
- إيطاليا - آنا غوراسيني
- اليابان - مونيكو يوريفوجي
- لوكسمبورغ - جوزي جامينيت
- المغرب - دانييل مولر
- جنوب أفريقيا - أديل جون كروغر
- السويد - إلينور إيدن
- تونس - جاكلين تابيا
- الولايات المتحدة - شارلوت شيفيلد
- فنزويلا - كونسويلو نويل

## الروابط الخارجية
- موقع ملكة جمال العالم الرسمي